# Husvaxspindel
Husvaxspindel (Steatoda grossa) är en spindelart som först beskrevs av Carl Ludwig Koch 1838.  Husvaxspindel ingår i släktet vaxspindlar, och familjen klotspindlar. Arten är reproducerande i Sverige.

## Underarter
Arten delas in i följande underarter:
- S. g. obliterata
- S. g. strandi